# Deutsche Schwimmmeisterschaften 1985
Die 97. Deutschen Meisterschaften im Schwimmen fanden vom 24. bis 29. Juni 1985 im Gartenhallenbad Lennep in Remscheid statt. Die Titelkämpfe dienten gleichzeitig als Qualifikationswettkampf für die Europameisterschaften 1985 in Sofia. Michael Groß war mit seinen sechs Titeln der erfolgreichste Athlet dieser Meisterschaft und sorgte mit seinen zwei Weltrekorden über 400 Meter Freistil und 200 Meter Schmetterling auch für die sportlichen Höhepunkte dieser Titelkämpfe.
| Disziplin           | Männer                                        | Männer                                        | Männer   | Frauen                                                         | Frauen                                                         | Frauen   |
| Disziplin           | Name                                          | Verein                                        | Zeit     | Name                                                           | Verein                                                         | Zeit     |
| ------------------- | --------------------------------------------- | --------------------------------------------- | -------- | -------------------------------------------------------------- | -------------------------------------------------------------- | -------- |
| 050 m Freistil      | Bernd Hoffmeister                             | SG Bochum-Wattenscheid                        | 00:23,00 | Iris Zscherpe                                                  | SG Schöneberg                                                  | 00:26,3  |
| 100 m Freistil      | Alexander Schowtka                            | SG Hamburg                                    | 00:51,08 | Karin Seick                                                    | SG Wiste                                                       | 00:57,46 |
| 200 m Freistil      | Michael Groß                                  | EOSC Offenbach                                | 01:47,83 | Petra Zindler                                                  | SV Rhenania Köln                                               | 02:04,18 |
| 400 m Freistil      | Michael Groß                                  | EOSC Offenbach                                | 03:47,80 | Julia Lebek                                                    | SV Rhenania Köln                                               | 04:17,06 |
| 800 m Freistil      |                                               |                                               |          | Julia Lebek                                                    | SV Rhenania Köln                                               | 08:52,03 |
| 1500 m Freistil0    | Rainer Henkel                                 | SV Rhenania Köln                              | 15:20,69 |                                                                |                                                                |          |
| 100 m Brust         | Rolf Beab                                     | TSV Bayer Dormagen                            | 01:04,11 | Karin Schwarz                                                  | Aachener Schwimmverein 06                                      | 01:14,54 |
| 200 m Brust         | Detlef Stöckigt                               | Wasserfreunde Spandau 04                      | 02:21,19 | Silke Pritzkow                                                 | SV Rhenania Köln                                               | 02:40,49 |
| 100 m Rücken        | Frank Hoffmeister                             | SG Bochum-Wattenscheid                        | 00:57,11 | Svenja Schlicht                                                | SG Hamburg                                                     | 01:03,7  |
| 200 m Rücken        | Frank Hoffmeister                             | SG Bochum-Wattenscheid                        | 02:02,19 | Svenja Schlicht                                                | SG Hamburg                                                     | 02:15,75 |
| 100 m Schmetterling | Michael Groß                                  | EOSC Offenbach                                | 00:53,83 | Karin Seick                                                    | SG Wiste                                                       | 01:02,59 |
| 200 m Schmetterling | Michael Groß                                  | EOSC Offenbach                                | 01:57,01 | Petra Zindler                                                  | SV Rhenania Köln                                               | 02:14,47 |
| 200 m Lagen         | Peter Bermel                                  | SG Hamburg                                    | 02:05,31 | Petra Zindler                                                  | SV Rhenania Köln                                               | 02:18,91 |
| 400 m Lagen         | Peter Bermel                                  | SG Hamburg                                    | 04:28,68 | Petra Zindler                                                  | SV Rhenania Köln                                               | 04:51,23 |
| 4 × 100 m Freistil  |                                               |                                               |          |                                                                |                                                                |          |
| 4 × 200 m Freistil  | EOSC Offenbach Knetter, Fahrner, Dilger, Groß | EOSC Offenbach Knetter, Fahrner, Dilger, Groß | 07:24,22 | SV Rhenania Köln Beyermann, Lebek, Kowalczik, Zindler          | SV Rhenania Köln Beyermann, Lebek, Kowalczik, Zindler          | 08:24,24 |
| 4 × 100 m Lagen     | EOSC Offenbach Peter, Schäfer, Groß, Fahrner  | EOSC Offenbach Peter, Schäfer, Groß, Fahrner  | 03:48,04 | Schwimm- und Sportfreunde Bonn 1905 Lange, Hasse, Schulz, Paul | Schwimm- und Sportfreunde Bonn 1905 Lange, Hasse, Schulz, Paul | 04:24,75 |

1. 1 2 3 4 5  neuer DSV-Rekord
2. 1 2  neuer Weltrekord